# ACE inhibitori
ACE inhibitori, to jest inhibitori angiotenzin konvertirajućeg enzima, skupina je lijekova koji se primarno koriste za liječenje hipertenzije i kongestivnog zatajenja srca. Oni su danas uglavnom potisnuli većinu svih drugih antihipertenzivnih lijekova te se može reći da su ACE inhibitori danas lijekovi prvog izbora u liječenju hipertenzije. Stoga, to ih čini jednim od najpropisivanijih lijekova enormnog značaja. 

## Povijest
Prvi ACE inhibitor bio je kaptopril. Razvoj kaptoprila jedan je od prvih velikih uspjeha koncepta dizajna lijekova baziranog na biokemijskim strukturama. Naime, renin-angiotenzin-aldosteronski sustav bio je pomno istraživan tijekom sredine XX stoljeća te se došlo do spoznaje da ovaj sustav sadržava nekoliko važnih elemenata čijom manipulacijom bi se mogla postići kontrola krvnog tlaka. Prve dvije komponente koje su bile pokušane biti blokirane jesu renin i angiotenzin konvertirajući enzim (ACE)]. Kulminacija tih napora bila je izum kaptoprila, prvog ACE inhibitora.
Povijesno gledajući, prvi ACE inhibitor otkriven je u zmijskom otrovu brazilske zmije Bothrops jararaca. Naime, taj je otrov uzrokovao drastičan pad tlaka putem inhibicije angiotenzin konvertirajućeg enzima. Iz otrova te zmije bio je izoliran teprotid, peptid koji je pokazivao osobine ACE inhibitora. Putem QSAR modifikacija dizajniran je kaptopril koji je uz pomoć svoje terminalne sulfhidrilne skupine mogao snažno blokirati ACE. Naime, istraživala se interakcija ACE inhibitora i tripeptidne sekvence Phe-Ala-Pro iz zmijskog teprotida i na osnovu tih saznanja osmišljeni su jednostavniji nepeptidni ACE inhibitori kao što su kaptopril i enalapril. Ali upravo je tripeptid fenilalanin-alanin-prolin nađen kao strukturni dio zmijskog otrova teprotida postao osnova svih ACE inhibitora i struktura tog tripeptida može se nazrijeti u skoro svim ACE inhibitorima. Kasnije se otkrilo da i neke druge zmije luče otrove koji sadržavaju tvari s ACE inhibirajućim djelovanjem. 
Kaptopril je izumljen u laboratorijima tadašnje tvrtke Squibb (koja je danas dio korporacije Bristol-Myers Squibb) na osnovu zmijskog teprotida. Međutim tijekom kliničkih istraživanja kaptoprila došlo se do spoznaje da kaptopril posjeduje određene nuspojave. Najdominantniji od njih jesu kašalj, osip i poremećaji okusa (metalni okus ili gubitak okusa). Kašalj je nuspojava zajednička za sve ACE inhibitore, ali osip i poremećaji okusa proizlaze iz sulfhidrilne skupine, a upravo njoj kaptopril može zahvaliti svoj veliki potencijal. Dodatni nedostaci kaptoprila bili su kratko poluvrijeme tako da ga je bilo potrebno uzimati 2-3 puta dnevno. 
Razvoj novih ACE inhibitora s dužim poluvremenom kao što je enalapril doveo je do uklanjanja sulfhidrilne skupine. To je dovelo do postupnog povlačenja kaptoprila – iako je u nekim siromašnijim zemljama i dan danas koristi on više nije među najkorištenijim ACE inhibitorima. 

## Mehanizam djelovanja
ACE inhibitori djeluju modulacijom renin-angiotenzin-aldosteronskog sustava (RAS ili RAAS). Blokirajući angiotenzin konvertirajući enzim ACE inhibitori znatno (ali ne sasvim) blokiraju pretvorbu angiotenzina I u angiotenzin II. U isto vrijeme ACE inhibitori smanjuju degradaciju bradikinina. Stoga ACE inhibitori djeluju na način da snižavaju krvni tlak smanjujući nastajanje jakog vazokonstriktora (angiotenzin II) i smanjujući razgradnju jakog vazodilatatora (bradikinina). Naime, širenje krvnih žila dovodi do pada otpora protjecanju krvi i posljedičnog pada krvnog tlaka. 
ACE inhibitori snižavaju arterijski otpor protjecanju krvi i povećavaju venski kapacitet, povećavaju srčani minutni volumen i srčani indeks, snižavaju bubrežno-vaskularni otpor te vode povećavanju izlučivanja natrijeva klorida u urin. 
Epidemiološke i kliničke studije pokazale su da ACE inhibitori usporavaju pogoršanje dijabetičke nefropatije neovisno o antihipertenzivnom učinku. Upravo se taj učinak ACE inhibitora koristi u sprječavanju zatajenja bubrega kod dijabetičara. 
Pokazalo se da su ACE inhibitori učinkoviti i u nekim drugim srčanim bolestima, čak i u pacijenata s normalnim krvnim tlakom. Korištenje maksimalnih doza ACE inhibitora u ovih pacijenata (prevencija dijabetičke nefropatije, kongestivnog zatajenja srca, prevencija kardiovaskularnih bolesti) opravdano je zbog toga što to unaprjeđuje rezultate liječenja, neovisno o učinku ACE inhibitora na snižavanje krvnog tlaka. Takva terapija, dakako, zahtjeva pažljivo i postupno određivanje doze kako bi se spriječile nuspojave zbog brzog padanja tlaka (vrtoglavica, nesvjestica i dr.).

## Uporaba
ACE inhibitori koriste se kod: 
- prevencije kardiovaskularnih bolesti
- kongestivnog zatajenja srca
- hipertenzije
- poremećaja lijevog ventrikula
- prevencije zatajenja bubrega u šećernoj bolesti.

U nekim od ovih bolesti i stanja ACE inhibitori koriste se kao lijekovi prvog izbora s obzirom na to da su se neki ACE inhibitori pokazali superiornim ostalim skupinama lijekova u smanjenju morbiditeta i mortaliteta. 
ACE inhibitori ne smiju se koristiti u trudnoći - može doći do ozbiljnih oštećenja ploda pa i smrti fetusa. U dojenju se također ne preporučuju. 
ACE inhibitori ne bi se trebali koristiti u slučajevima kada je prethodna upotreba ACE inhibitora uzrokovala angioedem, u slučajevima suženja arterija u bubrezima, a s posebnim oprezom se mogu koristiti u pacijenata s oštećenim bubrezima, u stanjima poremećaja srčanih zalistaka, hipovolemije i dehidracije te hemodijalize brzog toka s poliakrilonitrilnim membranama. Trudnice i žene koje planiraju zatrudnjeti ne bi smjele koristiti ACE inhibitore. Suplementacija kalijem treba biti pod pomnim nadzorom zbog toga što ACE inhibitori mogu uzrokovati preveliku razinu kalija u krvi. 
Moguće nuspojave ACE inhibitora jesu hipotenzija, kašalj, hiperkalijemija, glavobolja, mučnina, slabost, povraćanje te oštećenje bubrega. Stalni i uporni kašalj relativno je česta nuspojava koja proizlazi iz činjenice da ACE inhibitori povisuju razinu bradikinina u plućima. Naime, bradikinin je tvar koja izaziva refleks suhog kašlja. Pacijenti koji pate od jakog kašlja često prestaju koristiti ACE inhibitore i prelaze na antagoniste receptora angiotenzina. Osip i poremećaji okusa nisu tako česti, a uglavnom se javljaju kod kaptoprila. Oštećenje bubrega predstavlja znatnu nuspojavu svih ACE inhibitora i povezano je s učinkom angiotenzina II na određene funkcije poput protoka krvi u bubrezima. ACE inhibitori mogu izazvati oštećenje bubrega u pacijenata koji imaju suženje bubrežne arterije. Ovo je osobit problem u pacijenata koji istodobno uzimaju NSAR i diuretike – takozvana " triple whammy " efekt – takvi su pacijenti na vrlo visokom riziku od razvoja bubrežnog zatajenja. 
Kod nekih pacijenata se zbog povišenja razine bradikinina zna razviti angioedem, a čini se da je u toj nuspojavi izrazito bitna genetska predisponiranost. 

## Primjeri ACE inhibitora
ACE inhibitore prema njihovoj kemijskoj strukturi dijelimo u tri skupine:
- ACE inhibitori koji sadržavaju sulfhidrilnu skupinu: kaptopril, prvi ACE inhibitor
- ACE inhibitori koji sadržavaju dikarboksilatnu skupinu. To je najbrojnija skupina u koju spadaju: enalapril, cilazapril, ramipril, kvinapril, perindopril, lizinopril, trandolapril, spirapril, benazepril, delapril, meksipril, temokapril, zofenopril
- ACE inhibitori koji sadržavaju fosfonatnu skupinu: fosinopril

### Prirodni ACE inhibitori
Mnogi zmijski otrovi sadržavaju peptide koji su jaki ACE inhibitori. Primjerice, predoziranje kaptoprilom ima isti učinak kao i ugriz brazilske zmije Bothrops jararaca. Kazokini i laktokini jesu razgradni produkti kazeina i sirutke koji se javljaju nakon konzumacije mliječnih proizvoda, pogotovo kiselog mlijeka. Njihov utjecaj na krvni tlak još je neistražen. 

## Korištenje s drugim antihipertenzivnim lijekovima
Kako se liječenje hipertenzije rijetko provodi samo jednim lijekom, tako se došlo do zaključka da su kombinacije antihipertenzivnih lijekova opravdane. Do određivanja koji lijek će se s kojim kombinirati u fiksne kombinacije dolazi nakon dugih godina bogate kliničke prakse - naime, dolazi se do jasnih spoznaja koji lijekovi u kojim dozama primijenjeni zajedno dovode do poboljšanog zajedničkog, sinergijskog učinka kod većine pacijenata. Tim kombinacijama postiže se da pacijenti lakše surađuju i da se bolje pridržavaju terapije - umjesto nekoliko trebaju popiti obično samo jednu tabletu dnevno. ACE inhibitori se kombiniraju u fiksne kombinacije s diureticima i blokatorima kalcijevih kanala. 
ACE inhibitori se vrlo često kombiniraju s diureticima radi boljeg postizanja kontrole hipertenzije (obično tiazid), kada sam ACE inhibitor nije dovoljno učinkovit ili u slučajevima kroničnog srčanog zatajenja (obično furosemid). Stoga na tržištu postoje posebni lijekovi koji su kombinacija ACE inhibitora i diuretika hidroklorotiazida u obliku jedinstvene tablete koja omogućuje jednostavniju primjenu. Kombinacija ACE inhibitora i hidroklorotiazida je zanimljiva i sa strane kalija – iako hidroklorotiazid snižava razinu kalija u krvi, ACE inhibitori uzrokuju povišenje razine kalija u krvi - stoga se ta dva učinka zbrajaju i poništavaju, pa do disbalansa kalija ne dolazi. Ove fiksne kombinacije pokazale su se vrlo učinkovitim i svrsishodnim i njihova upotreba je u porastu. Gotovo svaki ACE inhibitor ima svoju fiksnu kombinaciju s hidroklorotiazidom. 
Osim s diureticima, ACE inhibitori se kombiniraju i s blokatorima kalcijevih kanala. Primjerice, na hrvatskom tržištu postoji fiksna kombinacija verapamila u obliku s postupnim otpuštanjem i trandolaprila. To predstavlja kompatibilnu kombinaciju sinergističkog antihipertenzivnog učinka. Ista kombinacija lijekova ima neutralni učinak na metabolizam lipida i ugljikohidrata. Klinička iskustva ukazuju na nefroprotektivni učinak ove kombinacije, što je osobito značajno u liječenju hipertenzije u bolesnika s dijabetesom i drugih bolesnika s oštećenom funkcijom bubrega. Obje komponente ove kombinacije imaju koristan učinak u sekundarnoj prevenciji nakon preboljelog infarkta srca. Osim trandolaprila, u svijetu se s blokatorima kalcijevih kanala kombinira još i ramipril.